# 福井城
福井城（ふくいじょう）是位在福井縣福井市的一座平城。江戶時代是福井藩之藩廳，越前松平家之居城。城址最初為南北朝時代的「北之庄城」，到了1575年由柴田勝家在原址上建造「柴田氏北之庄城」，1583年勝家戰敗、北之庄城被焚毀；1601年結城秀康再重建為「結城氏北之庄城」，1624年更名為「福井城」，1669年天守閣大火燒毀後未再重建，至明治維新時期的1871年福井藩請求政府拆除福井城剩餘建物。1923年福井縣廳舍移入福井城遺址上辦公，1981年9月福井廳舍重建完工。

## 關連項目
- 福井青春物語

## 外部連結
- 福井城旧景 　福井県立圖書館　貴重資料データベース
- 福井城跡
- 日本分國繪圖(國立公文書館Digital Gallery)